# فريدريك أوليفر
فريدريك أوليفر (4 يناير 1836 - 7 يوليو 1899) (بالإنجليزية: Frederick Oliver)‏ هو لاعب كريكت بريطاني.